# SDSS J010013.02+280225.8
SDSS J010013.02+280225.8 (również SDSS J0100+2802) –  jedna z największych supermasywnych czarnych dziur i najjaśniejszy znany kwazar (stan z 2015). Jej masa wynosi około 12 miliardów mas Słońca, powstała ona nie później niż 875 milionów lat po powstaniu Wszechświata, którego wiek szacuje się na około 13,82 miliardów lat.

## Nazwa
Obiekt nie ma nazwy zwyczajowej, jego oznaczenie SDSS J010013.02+280225.8 (SDSS J0100+2802) określa jedynie jego położenie na niebie (SDSS to skrót nazwy przeglądu nieba).

## Odkrycie
Odkrycie obiektu zostało ogłoszone w 2015 w periodyku „Nature” z 26 lutego.

## Charakterystyka
Masa obiektu wynosi około 1,2×1010 M☉, położony jest około 12,8 miliardów lat świetlnych od Słońca i pochodzi z epoki rejonizacji, w której wiek Wszechświata nie wynosił więcej niż 875 milionów lat, czyli około 6% dzisiejszego wieku Wszechświata.
Kwazar jest najjaśniejszym z dotychczas odkrytych (2015). Współcześnie znane zasady fizyki i kosmologii nie tłumaczą, w jaki sposób obiekt o tak znacznej masie mógł powstać tak szybko po Wielkim Wybuchu.